# Фахреддін Бен-Юссеф
Фахреддін Бен-Юссеф (араб. فخر الدين بن يوسف‎, нар. 21 червня 1991, Туніс) — туніський футболіст, нападник клубу «Аль-Іттіфак».
Виступав, зокрема, за клуби «Сфаксьєн» та «Есперанс», а також національну збірну Тунісу.

## Клубна кар'єра
Вихованець клубу «ЕОГ Крам», з якого 2011 року перейшов у «Сфаксьєн». Відіграв за сфакську команду наступні чотири сезони своєї ігрової кар'єри і у 2013 році він допоміг клубу виграти чемпіонат Тунісу та Кубок конфедерації КАФ.
У січні 2015 року Бен-Юсеф перейшов у французький «Мец», але травмувався на тренуванні збірної під час підготовки на Кубок африканських націй, через що пропустив континентальну першість, а за клуб дебютував лише 18 квітня в матчі проти «Ланса» у Лізі 1. Загалом до кінця сезону зіграв лише у 6 іграх, а клуб зайняв передостаннє 19 місце і вилетів з елітного дивізіону, після чого Бен-Юссеф покинув клуб.
Влітку 2015 року Бен-Юсеф в пошуках ігрової практики повернувся на батьківщину в «Есперанс», з яким у першому сезоні виграв національний Кубок, а у другому— чемпіонат. У складі «Есперанса» був одним з головних бомбардирів команди, маючи середню результативність на рівні 0,41 голу за гру першості.
На початку 2018 року Бен-Юсеф перейшов у саудівський «Аль-Іттіфак». Станом на 31 травня 2018 року відіграв за саудівську команду 8 матчів в національному чемпіонаті.

## Виступи за збірну
14 листопада 2012 року в товариському матчі проти збірної Швейцарії Бен-Юсеф дебютував у складі національної збірної Тунісу. 30 грудня у поєдинку проти збірної Іраку він забив свій перший гол за національну команду. Наступного року Фахреддін взяв участь у Кубку африканських націй 2013 року у ПАР, на якому провів на полі усі три зустрічі групового етапу, але збірна не вийшла в плей-оф.
Згодом у складі збірної був учасником чемпіонату світу 2018 року у Росії.

## Досягнення
«Сфаксьєн»
- Чемпіон Тунісу: 2012/13
- Володар Кубка конфедерації КАФ: 2013

«Есперанс»
- Чемпіон Тунісу: 2016/17
- Переможець Арабської ліги чемпіонів: 2017
- Володар Кубка Тунісу: 2015/16